# شورش را درآوردی
شورش را درآوردی (به هندی: Hadh Kar Di Aapne) فیلمی محصول سال ۲۰۰۰ و به کارگردانی مانوج آگراوال است. در این فیلم بازیگرانی همچون گوویندا، رانی موکرجی، جانی لور، ساتیش کایشیک، پارش راوال، تینو آناند، طناز ایرانی، هیمانی شیوپوری ایفای نقش کرده‌اند.